# Kirby: Canvas Curse
Kirby: Canvas Curse (рус. «Кирби: Холст проклятья») — видеоигра в жанре платформер, разработанная HAL Laboratory и выпущенная Nintendo для портативной консоли Nintendo DS. Впервые выпущена в Японии 24 марта 2005 года, позже выпущена в Северной Америке 13 июня 2005 года, в Европе 25 ноября 2005 года и в Австралии 6 апреля 2006 года. В то время как Kirby: Canvas Curse является платформером, он использует не стандартную механику серии игр Kirby, а требует обязательного применения стилуса. Позже игра была переиздана для сервиса Virtual Console для Wii U в Европе и Австралии в декабре 2015 года, в Японии - в феврале 2016 года, а в Северной Америке - в октябре 2016 года. В 2014 году Nintendo анонсировала продолжение игры под названием Kirby and the Rainbow Curse (рус. Кирби и радужное проклятие). Игра выпущена для консоли Wii U в феврале 2015 года.

## Сюжет
Однажды, в небе появляется странный портал, из которого выходит ведьма по имени Дроусия (англ. Drawcia). Дроусия завораживает Страну Снов, превращая её в мир красок. Убегая обратно к порталу, Кирби следует за ней вдогонку, в конце концов оказавшись с Дроусией в аналогичном мире красок. Ведьма проклинает Кирби, превращая его в безногий мяч. После побега Дроусии, Магическая Кисть (Кисть Власти в европейской версии) превращается в игрока, чтобы помочь Кирби. Игрок и Кирби должны найти и обезвредить Дроусию, чтобы вернуть Страну Снов в нормальное состояние. По пути Дроусия создаёт копии старых врагов, чтобы замедлить Кирби, таких как Художник на Роликах, Крако, и Король Дидиди.

## Игровой процесс
В отличие от большинства предыдущих игр про Кирби, игрок управляет героем не с помощью джойстика, вместо этого он использует только стилус и сенсорный экран для управления Кирби. Игрок может нарисовать радужную линию, по которой покатится Кирби, либо нажать непосредственно на героя, чтобы придать ему небольшой рывок скорости. Радужные пути могут быть выполнены в виде пандусов и мостов для передвижения по ним Кирби или в качестве стены, чтобы защитить героя от вражеских снарядов. Рисование путей истощает расходные радужные материалы игрока, которые восстанавливаются медленно, когда Кирби в воздухе или в пути, и быстро, когда Кирби на земле. Нарисованные пути исчезают быстро, и намного быстрее, когда игрок рисует другой путь. Игрок должен непосредственно нажать на Кирби, чтобы заставить его бросится вперёд по пути, или если путь создаётся непосредственно под ним, заставляя его автоматически двигаться вперёд.
Игрок может использовать стилус, чтобы оглушать врагов, нажав на них. После этого, игрок может либо разрешить Кирби импульсом оглушить врага, либо ударить штрихом, чтобы победить врага. Победа над определёнными видами врагов либо штрихом, либо оглушением от Кирби дарует одну из многочисленных специальных способностей, которые могут использованы в любое время при нажатии на Кирби. Эти специальные способности заменяют штрихи. Когда герой получает способность её можно потерять по нажатии кнопки в левом нижнем углу или при столкновении с врагом. Это также единственный способ получения новых различных способностей.
Kirby: Canvas Curse охватывает восемь миров, все, кроме одного имеют три уровня. На протяжении игры используются самые различные темы. Они варьируются от вулканической местности до замороженной области. Целью каждого уровня в игре является прохождение в радужную дверь. Когда игрок делает ход в игре, то экологические опасности становится более ощутимыми. В одном уровне игрок должен маневрировать Кирби настолько быстро, чтобы не столкнуться с постоянно растущей лавой. Иногда Кирби сталкивается с барьером, не дающем использовать краску, но оставляя Кирби возможность катания, ускорения и использования способностей (если применимо). Части этих уровней могут быть воспроизведены в режиме «Rainbow Mode» (рус. Радужный Режим), где скорость и количество используемой краски являются ключевыми факторами успеха игрока.
В конце каждого мира, за исключением седьмого, Кирби должен сразится с боссом. В мире от 1 до 6, которые он завершает в первый раз он сталкивается с одним из следующих боссов — Художником на Роликах, Крако или Королём Дидиди (те, которые должны быть побеждены два раза). За исключением финального босса, сражение с остальными боссами представляет мини-игру. Босс восьмого мира является главным злодеем в Kirby: Canvas Curse: Чародейка Дроусия  (англ. Drawcia Sorceress). Сначала Дроусия появляется в стандартном виде. После поражения она превращается в большой шар краски с пятью глазами и ртом - Душа Дроусии (англ. Drawcia Soul).
В Kirby: Canvas Curse есть специальные предметы коллекционирования, называемые «Медалями», которые могут быть использованы для открытия секретных особенностей в игре, таких как персонажи, звуковые тесты, а также альтернативные цвета краски. Существует три способа для игрока, чтобы найти медаль. Первый способ — медаль можно получить в одном из основных уровней. Каждый уровень имеет три медали, все из которых можно увидеть на карте, если Кирби находится в правильной области и достаточно близко. Это сделать особенно сложно, сложность сбора зависит от соответствующей сложности уровня. Другой способ лежит через режим «Rainbow Run». В нём Кирби должен завершить часть одного из основных уровней. Получить медаль нужно как можно быстрее, используя как можно меньше краски. Пройдя через все колышки, герой получает в награду медаль. Третий способ — победить всех боссов вне основной игры с рейтингом «A» на третьем уровне, в каждой битве с боссами.

## Критика
| Сводный рейтинг           | Сводный рейтинг       |
| Агрегатор                 | Оценка                |
| ------------------------- | --------------------- |
| GameRankings              | 87,34 %               |
| Game Ratio                | 86 %                  |
| Metacritic                | 86/100                |
| MobyRank                  | 87/100                |
| Иноязычные издания        |                       |
| Издание                   | Оценка                |
| 1UP.com                   | A                     |
| AllGame                   | [ 8 ]                 |
| Edge                      | 7/10                  |
| EGM                       | 8,83/10               |
| Eurogamer                 | 9/10                  |
| Famitsu                   | 34/40                 |
| G4                        | [ 14 ]                |
| Game Informer             | 8,5/10                |
| GamePro                   | [ 16 ]                |
| GameRevolution            | B+                    |
| GameSpot                  | 8,6/10                |
| GameSpy                   | [ 19 ]                |
| GamesRadar+               | [ 20 ]                |
| GameZone                  | 8,8/10                |
| IGN                       | 9/10                  |
| Nintendo Power            | 9/10                  |
| Nintendo World Report     | 9,5/10 8,5/10         |
| PALGN                     | 8/10                  |
| Play (UK)                 | 6,5/10                |
| Detroit Free Press        | [ 28 ]                |
| The Sydney Morning Herald | [ 29 ]                |
| Русскоязычные издания     |                       |
| Издание                   | Оценка                |
| «Страна игр»              | 9,0/10                |
| Награды                   |                       |
| Издание                   | Награда               |
| GameSpy                   | Editors’ Choice       |
| IGN                       | Editors’ Choice Award |

Kirby: Canvas Curse получила положительные отзывы критиков в соответствии с порталом Metacritic. Японское издание Famitsu оценило игру на 34 балла из 40.
С момента её выхода, во многих отзывах она названа как «Лучшая игра про Кирби на сегодняшний день». 1UP.com оценил игру как «действительно отличную», отметив следующее: «это долгожданное переосмысление самого переигранного жанра игры», а также назвав Canvas Curse «первой великолепной игрой на DS». IGN приветствует применение стилуса в игре как «невероятно инновационное» решение. GameSpy отмечает это нововведение как «весьма полезное», GameSpot отмечает, что это «удовлетворяет часть геймплея». Журнал Official Nintendo Magazine поставил игру на 96-й место в списке лучших игр на консолях Nintendo. С другой стороны гра была подвергнута критике из некоторых источников, отмечавших, что хоть игра и была инновационной, она была не особо развлекательной, так, редактор журнала Play отметил, что «это инновационно... но для меня этого недостаточно».
Газета New York Times положительно оценила игру, назвав её «потрясающей забавой». Газета The Sydney Morning Herald поставила игре 4 звезды из 5 отметив, что «использование технологии тач-скрин, даёт на выходе новую и привлекательную игру про Кирби». Тем не менее, газета Detroit Free Press дала три звезды из четырех, заявив, что «там есть некоторые приятные нововведения, например, полностью чёрные уровни, которые являются таковыми до тех пор, пока Кирби не найдёт фонари, отбрасывающие свет. И, как мы все знаем, в темных местах хорошо иметь друга».
В 2012 году сайт GamesRadar поместил Kirby: Canvas Curse на 3 место в списке «Лучших игр серии Kirby».
Kirby: Canvas Curse стала третьей самой продаваемой игрой в Японии, во время первой недели после выхода продано 75 365 копий. В годовом объёме от Famitsu в регионах продажи игры к концу 2005 года составили 276 418 копий. По данным NPD Group в Северной Америке продано чуть менее 80 тысяч копий за июнь 2005 года. В следующем месяце она стала самой продаваемой игрой на Nintendo DS в регионе — 50 000 копий.

## Заметки
1. ↑  Известная в Европе как Kirby: Power Paintbrush (рус. «Кирби: Кисть Власти») и в Японии как Touch! Kirby (яп. タッチ!カービィ Татти! Ка:би:, рус. «Нажимай! Кирби»)